# Leroy Milton Kelly
Leroy Milton Kelly (ur. 8 maja 1914, zm. 21 lutego 2002) – amerykański matematyk specjalizujący się w geometrii kombinatorycznej.
L. M. Kelly otrzymał stopień doktora (Ph.D.) na University of Missouri w 1948 roku. Jego promotorem był Leonard Blumenthal

## Wybrane publikacje
- Kelly, L. M. (1986), "A resolution of the Sylvester–Gallai problem of J. P. Serre", Discrete and Computational Geometry 1 (1): 101–104, doi:10.1007/BF02187687.
- Kelly, L. M.; Moser, W. O. J. (1958), "On the number of ordinary lines determined by n points", Canad. J. Math. 10: 210–219, doi:10.4153/CJM-1958-024-6